# 츠루오카 사토시
츠루오카 사토시(일본어: 鶴岡 聡, 1978년 8월 19일 ~)는 일본의 성우이다. 소속사는 리맥스이다.

## 경력
- 1996년 바람의 검심 - 메이저 검객 낭만기의 단역으로 데뷔.
- 그 후 강도,의사,레이저의 넨수,운전수B등등 수많은 무명의 단역들을 맡아왔다.
- 2013년 일본 tv아사히의 프로그램 수전전대 쿄류저에서 데보스 군 분노의 전기 도골드의 성우 역으로 출연.

## 출연작

### 특촬
- 수전전대 쿄류저 - 분노의 전기 도골드

### TV 애니메이션
1999년
- 메다로트 - 스미로드 너드
- 비스트 워즈 네오 - 스트라다

2001년
- 테니스의 왕자 - 카바지 무네히로, 키사라즈 아츠시

2004년
- 유희왕 GX - 닥터 캘렉터, 인조인간-사이코 쇼커

2006년
- 디지몬 세이버즈 - 하시바 장관, 알포스브이드라몬

2007년
- 웰베르 이야기 - 바이스

2010년
- 누라리횬의 손자 - 무치
- 토가이누의 피 - 에이스

2011년
- 마켄키 - 우스이 켄고, 카구즈치
- 페르소나 4 the ANIMATION - 터프가이&나이스가이
- fate/zero - 캐스터

2012년
- 트랜스포머 프라임 - 스타스크림
- 인류는 쇠퇴했습니다 - 요정사의 낙하산 사장
- psycho-pass - 카네하라 유지

2013년
- 죠죠의 기묘한 모험 전투조류 - 와이어드 백

2014년
- 대도서관의 양치기 - 기자시마
- 마켄키 - 우스이 켄고, 카구즈치
- 소드 아트 온라인 2 - 다인
- 아카메가 벤다! - 참수꾼 잔크
- 하마토라 - 아웃사이더

2015년
- 그리자이아의 미궁 / 그리자이아의 낙원 - 히스 오슬로, 에드워드 워커, 뉴스 캐스터
- 은혼 - 쟈부

2016년
- 문호 스트레이독스 - 우카이
- 빅오더 - 호시미야 겐나이
- 슈발체스마켄 - 죤 스탠리
- 하이 스쿨 플릿 - 이소로쿠
- 죠죠의 기묘한 모험:다이아몬드는 부서지지 않는다 - 코바야시 타마미
- rewite - 텐진
- 모브사이코 100 - 무라키

2017년
- fate/apocrypha - 적의 버서커, 질드레

2018년
- 백련의 패왕과 성약의 발키리 - 요르겐

2019년
- 귀멸의 칼날 - 일반 도깨비
- 마법소녀 특수전 아스카 - 김강수
- 스타트윙클프리큐어 - 가루오거
- 모브사이코 100 2 - 무라키
- robi hachi - 과대
- 일곱 개의 대죄:신들의 역린 - 타르미엘
- 캅 크래프트 - 알렛산드로 고드노프
- 트랜스포머 사이버버스 - 스타스크림, 썬더크래커, 렌앤루이, 락다운
- 문호 스트레이독스 3기 - 톰 뷰캐넌
- 7seeds - 효
- psycho-pass sinners of the system case.3 은원의 너머에 - 장 마르셀 벨몬드

2020년
- 신의 탑 - 형광봉다리
- 곰곰곰베어 - 겐츠

2021년
- 일곱 개의 대죄:분노의 심판 - 타르미엘
- 바니타스의 수기 - 가노
- 무직선생 ~ 이 세계에 갔으면 최선을 다한다~ - 자노바 실론

2023년
- 해고당한 암흑병사(30대)의 슬로우한 세컨드 라이프 - 베제리아
- 무직전생 2 ~ 이 세계에 갔으면 최선을 다한다~ - 자노바 실론

기타
- 슈팅 바쿠간 4기  - 다크온 코도코어